# 肖特比奇
肖特里奇（英語：Short Beach）是位於美國康乃狄克州新哈芬縣的一個街區。該地的面積和人口皆未知。

## 地理
肖特里奇的座標為41°15′30″N 73°50′53″W / 41.25833°N 73.84806°W，而該地的平均海拔高度為5米（即16英尺）。